# HH Большой Медведицы
HH Большой Медведицы (лат. HH Ursae Majoris) — двойная звезда в созвездии Большой Медведицы на расстоянии приблизительно 888 световых лет (около 272 парсеков) от Солнца. Видимая звёздная величина звезды — от +10,79m до +10,58m.

## Характеристики
Первый компонент — жёлто-белая пульсирующая переменная звезда типа Дельты Щита (DSCT:) спектрального класса F8.